# Wafapomp
Wafapomp S.A. dawniej Warszawska Fabryka Pomp – nieistniejąca obecnie spółka zajmująca się produkcją pomp mająca siedzibę przy ul. Odlewniczej 1 w Warszawie. Od 2006 jest częścią Grupy Powen–Wafapomp SA z siedzibą przy ul. Wolności 318 w Zabrzu.

## Opis
Przedsiębiorstwo zostało założone w 1908 pod nazwą Towarzystwo Komandytowe Zakładów Mechanicznych Brandel, Witoszyński i S-ka. Jego współzałożycielem był Czesław Witoszyński. Zakład znajdował się przy ul. Aleksandryjskiej 4 i produkował pompy ręczne. W 1919 został przeniesiony na ul. Grochowską.
Przedsiębiorstwo zostało znacjonalizowane w 1950, a w latach 1962–1963 przeniesione z ul. Grochowskiej do obecnej lokalizacji. Produkcja zwiększyła się trzykrotnie, uruchomiono także filię w Siedlcach. W 1972 zatrudniało ok. 1200 pracowników. Specjalizowało się w produkcji pomp m.in. dla przemysłu energetycznego, chemicznego, ciężkiego i spożywczego.
W 1970 fabryka uruchomiła własną szkołę zawodową przy ul. Łabiszyńskiej. W 1978 przedsiębiorstwu nadano imię Aleksandra Kowalskiego
We wrześniu 2006 spółka utworzyła grupę kapitałową Grupa Powen–Wafapomp SA wraz z Fabryką Pomp Powen Sp. z o.o. w Zabrzu i Świdnicką Fabryką Pomp Sp. z o.o. w Świdnicy. Grupa jest największym producentem pomp przemysłowych w Polsce.